# Marathon Baie-des-Chaleurs
Le Marathon Baie-des-Chaleurs est un marathon québécois annuel créé en 2013 avec 5 longueurs de parcours se tenant dans la ville de Carleton-sur-Mer en Gaspésie. La première édition du marathon 2013 a accueilli plus de 1000 participants. Dès 2014, tous les parcours seront certifiés par Athlétisme Canada à l'exception du parcours de 1 km. Lors du premier événement, seul le marathon (42 km) était certifié. Les temps réalisés peuvent alors servir de temps de qualification pour d'autres marathons de plus grandes envergures. Le Marathon Baie-des-Chaleurs possède des services de lapin de cadences (lièvre) qui courent à la vitesse demandée. Il y en a pour le 5 km, 10 km, semi-marathon et marathon.

## Parcours
Les parcours sont du type aller-retour.

## Records
- Marathon (42,2 km)
  - Hommes : 2 h 45 min 59 s Emmanuel Joncas en 2016
  - Femmes : 3 h 06 min 38 s Isabelle Turbide en 2015
- Semi-marathon (21,1 km)
  - Hommes : 1 h 15 min 31 s Rémi Poitras en 2018
  - Femmes : 1 h 19 min 08 s Catherine Cormier en 2016
- 10 km
  - Hommes : 33 min 44 s Anthony Audet en 2016
  - Femmes : 35 min 23 s Catherine Cormier en 2019
- 5 km
  - Hommes : 16 min 44 s Anthony Audet en 2018
  - Femmes : 19 min 31 s Alice Marsh en 2017

## Gagnants

### Hommes
| Année | 42,2 km            | 42,2 km         | 21,1 km                | 21,1 km         | 10 km                        | 10 km       | 5 km                      | 5 km        |
| ----- | ------------------ | --------------- | ---------------------- | --------------- | ---------------------------- | ----------- | ------------------------- | ----------- |
| 2019  | Jean-Michel Landry | 2 h 54 min 00 s | Blaise Dietrich        | 1 h 29 min 54 s | Remi Poitras                 | 34 min 27 s | Pierre-Marc Paquin-Proulx | 18 min 12 s |
| 2018  | Charles Castonguay | 2 h 52 min 34 s | Rémi Poitras           | 1 h 15 min 31 s | Christopher Lesvesque-Savard | 36 min 14 s | Anthony Audet             | 16 min 44 s |
| 2017  | Jean Audet         | 3 h 09 min 32 s | Jean-François Lapierre | 1 h 19 min 03 s | Patrice Hamelin              | 35 min 05 s | Antoine Bolduc-Meilleur   | 17 min 47 s |
| 2016  | Emmanuel Joncas,   | 2 h 45 min 59 s | Francis Carron         | 1 h 29 min 31 s | Anthony Audet                | 33 min 44 s | Francis Fournier          | 17 min 25 s |
| 2015  | Jean Audet         | 3 h 04 min 11 s | Eric Lévesque          | 1 h 27 min 53 s | Tyson Heung                  | 36 min 12 s | Philippe Litalien         | 18 min 02 s |
| 2014  | Jean Audet         | 3 h 05 min 59 s | Jason Lévesque         | 1 h 21 min 11 s | Éric Lévesque                | 39 min 15 s | Joé Verreault             | 19 min 29 s |
| 2013  | Dominic Carrier    | 3 h 11 min 24 s | Benoit Poirier         | 1 h 22 min 57 s | Anthony Audet                | 35 min 32 s | Jean-David Leblanc        | 18 min 17 s |

### Femmes
| Année | 42,2 km              | 42,2 km         | 21,1 km           | 21,1 km         | 10 km                 | 10 km       | 5 km                   | 5 km        |
| ----- | -------------------- | --------------- | ----------------- | --------------- | --------------------- | ----------- | ---------------------- | ----------- |
| 2019  | Danielle Pedneault   | 3 h 22 min 35 s | Catherine Bujold  | 1 h 38 min 58 s | Catherine Cormier     | 35 min 23 s | Marie-Laurence Carette | 21 min 19 s |
| 2018  | Danielle Pedneault   | 3 h 11 min 40 s | Solange Arsenault | 1 h 36 min 19 s | Catherine Cormier     | 35 min 53 s | Hailly Richard         | 22 min 20 s |
| 2017  | Danielle Pedneault   | 3 h 10 min 02 s | Magalie Hardy     | 1 h 30 min 46 s | Marie-Renee Chouinard | 44 min 12 s | Alice Marsh            | 19 min 39 s |
| 2016  | Geneviève Marchand   | 3 h 26 min 04 s | Catherine Cormier | 1 h 19 min 08 s | Joanie Roy            | 37 min 39 s | Alice Marsh            | 20 min 43 s |
| 2015  | Isabelle Turbide     | 3 h 06 min 38 s | Magalie Hardy     | 1 h 31 min 48 s | Véronique Dumais      | 41 min 01 s | Alexia Pietrantonio    | 22 min 05 s |
| 2014  | Shawna Grant         | 3 h 32 min 42 s | Catherine Cormier | 1 h 20 min 37 s | Véronique Dumais      | 41 min 23 s | Aglaé Lambert          | 22 min 03 s |
| 2013  | Magalie Bellefeuille | 3 h 54 min 51 s | Magalie Hardy     | 1 h 27 min 53 s | Mahëva Chamberland    | 44 min 56 s | Frederique Audet       | 22 min 27 s |